# 奧茨胡恩 (西開普省)

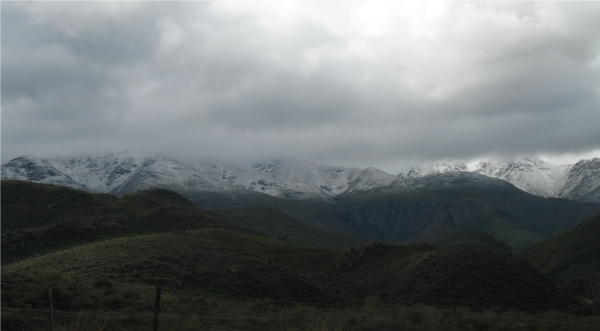

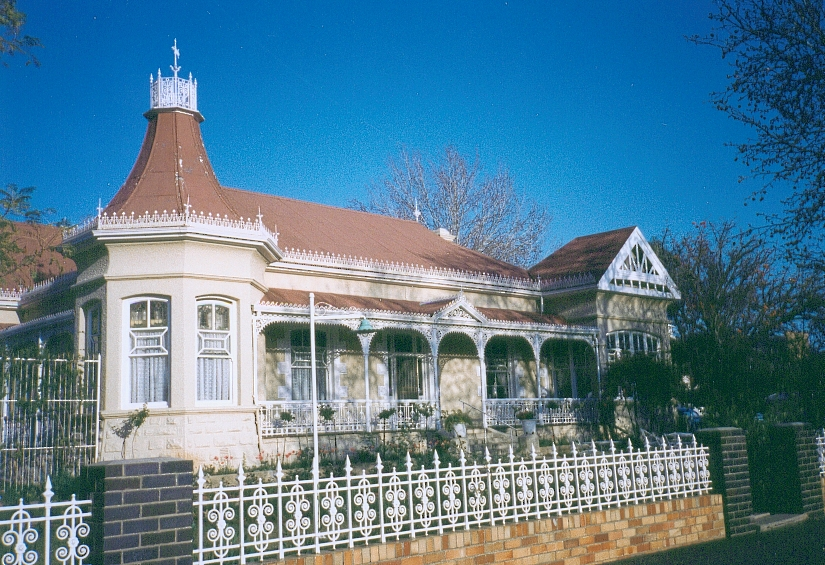

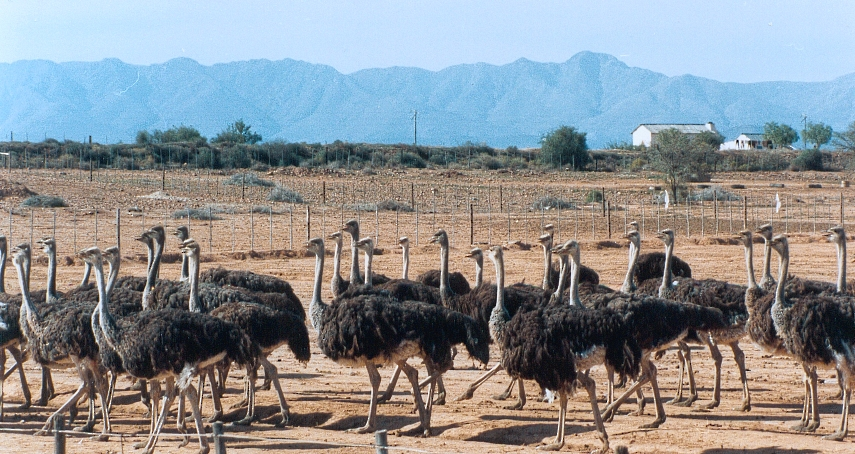

歐茲頌（南非語發音：[ˈəutsˌɦuərən]）是南非的城鎮，位於該國南部，由西開普省負責管轄，距離開普敦350公里，始建於1857年，面積29.24平方公里，2001年人口41,257，人口密度每平方公里1,400人。

## 外部連結
- Oudtshoorn Municipality
- Oudtshoorn Tourism Bureau （页面存档备份，存于）